# BS富士
株式會社BS富士（日语：株式会社ビーエスフジ），頻道上稱呼為『BS富士』，是日本的衛星電視業者，為富士電視台的關係企業。

## 沿革
- 1998年12月15日，株式會社BS富士設立。
- 2000年12月1日，日本時間上午11時，BS富士正式開播。同日開始衛星廣播(LFX488・BSQR)的放送。
- 2006年1月，BS富士成為民營BS電視台中第一個實現財務盈余的電視台。
- 2006年3月31日，結束旗下兩個衛星廣播（LFX488・BSQR）。
- 2010年11月2日，富士媒體控股開始進行股權的協議，目標是在隔年4月1日完成收購，使BS富士成為富士媒體控股全資的子公司。
- 2011年4月1日，BS富士成為富士媒體控股的全資子公司。
- 2018年12月1日，開始播出4K電視訊號。

## 外部連結
- BS FUJI